# Niedernsill
Niedernsill è un comune austriaco di 2 626 abitanti nel distretto di Zell am See, nel Salisburghese.

## Amministrazione
Il sindaco è Günther Brennsteiner (ÖVP); i partiti politici rappresentati in consiglio comunale sono ÖVP (10 seggi), SPÖ (5) e FPÖ (4).